# Playas (canton)
Playas est un canton d'Équateur situé dans la province de Guayas.